# Departamento de Tchin-Tabaraden
Tchintabaraden es un departamento situado en la región de Tahoua, de Níger. En diciembre de 2012 presentaba una población censada de 145 086 habitantes. Está formado por las siguientes comunas o municipios, que se muestran asimismo con población de diciembre de 2012:
- Kao 65,197
- Tchintabaraden 79,889[1]